# Cristot
Cristot település Franciaországban, Calvados megyében. Lakosainak száma 214 fő (2022. január 1.). Cristot Audrieu, Fontenay-le-Pesnel és Thue et Mue községekkel határos.

## Népesség
A település népességének változása:
| Lakosok száma | 146  | 133  | 152  | 202  | 209  | 207  | 214  | 217  | 218  | 214  |
|               | 1968 | 1982 | 1990 | 2006 | 2013 | 2015 | 2017 | 2019 | 2020 | 2022 |